# Hamidiye (1903)
Hamidiye – turecki krążownik pancernopokładowy z początku XX wieku, wodowany w 1903 roku, zbudowany w brytyjskiej stoczni Armstronga. Służył w marynarce Imperium Osmańskiego podczas wojen bałkańskich i I wojny światowej, a następnie w marynarce Republiki Turcji do 1947 roku. Wraz z półbliźniaczym „Mecidiye” były jedynymi pełnowartościowymi krążownikami tureckimi przed I wojną światową. Uważany był za najaktywniejszy okręt floty osmańskiej. Zasłynął kilkumiesięcznym rajdem na Morzu Śródziemnym w 1913 roku podczas I wojny bałkańskiej, oprócz tego podczas tej wojny i I wojny światowej działał głównie na Morzu Czarnym. Wycofany z czynnej służby w 1947 roku, został złomowany w latach 60.
Wyporność normalna okrętu wynosiła 3904 tony, a długość sięgała 112 metrów. Napęd stanowiły maszyny parowe o mocy 12 000 KM, pozwalające na osiąganie maksymalnej prędkości 22 węzły. Artyleria główna składała się z dwóch pojedynczych dział kalibru 152 mm i ośmiu dział kalibru 120 mm.

## Budowa
Okręt został zamówiony w ramach programu modernizacji floty osmańskiej, opracowanego przez specjalnie powołaną komisję i zatwierdzonego 4 grudnia 1897 roku przez sułtana. Przyczyną jego opracowania była uwidoczniona słabość działań floty w wojnie grecko-tureckiej. Program zakładał modernizację starszych okrętów i budowę nowych, w tym dwóch pancerników, dwóch krążowników pancernych, dwóch krążowników pancernopokładowych o wyporności 5000 ton i dwóch małych krążowników o wyporności 2500 ton. Program ten jednak był nierealistyczny i z przyczyn finansowych zrealizowano go jedynie w minimalnym zakresie, podejmując decyzję o zamówieniu tylko jednego nowego krążownika pancernopokładowego pośredniej wielkości. Wstępne plany krążownika, zaproponowanego przez angielską firmę W.G. Armstrong, Whitworth & Co w Newcastle, zostały zaakceptowane jeszcze w 1897 roku, ale ulegały następnie zmianom. Stocznia oferowała początkowo swój typowy wyrób eksportowy, należący do rodziny popularnych na świecie tak zwanych „elswickich krążowników”, lecz w celu obniżenia kosztów strona osmańska zdecydowała się na mniejszy okręt i ostateczny projekt był od nich odmienny. Jego proces projektowy nie jest jednak dobrze ustalony w źródłach i publikacjach. Z informacji z epoki wynika, że pierwotnie zamówienie dotyczyło budowy krążownika o wyporności 3250 ton, a ostatecznie zbudowany okręt miał nieco powiększone wymiary i jego wyporność sięgnęła około 3800 ton. Zdaniem niektórych autorów, ostatecznie zbudowany okręt został „powiększony w skali”.
Negocjacje z Armstrongiem były prowadzone latem 1898 roku, lecz do zamówienia okrętu doszło dopiero wiosną 1900 roku. Cena kontraktowa wynosiła 456 tysięcy lir w złocie. Położenie stępki miało miejsce w stoczni Armstronga w Elswick (część Newcastle) w kwietniu 1902 roku; budowę prowadzono pod numerem stoczniowym 732. Okręt wodowano 25 września 1903 roku, a 17 grudnia tego roku rozpoczęto próby morskie. Był to pierwszy okręt turecki zamówiony w Wielkiej Brytanii od 25 lat.
Pierwotnie okręt otrzymał nazwę „Abdülhamid”, na cześć sułtana Abdülhamida II, zmienioną następnie na „Hamidiye”, również wywodzącą się od imienia sułtana Abdülhamida. W źródłach europejskich pierwotna nazwa była zapisywana powszechnie jako „Abdul Hamid”. Według większości źródeł, nazwę zmieniono na „Hamidiye” dopiero po rewolucji młodotureckiej w 1908 lub detronizacji sułtana Abdülhamida II w 1909 roku, lecz według niektórych autorów zmieniono ją jeszcze przed wodowaniem. Należy zaznaczyć, że w latach 1902–1911 służył także torpedowiec „Hamidiye”, zatopiony podczas wojny z Włochami.
Początkowo zakładano, że zostanie zbudowany jeden okręt tego typu, lecz z powodu nacisków amerykańskich Imperium Osmańskie zdecydowało zamówić drugi okręt według planów brytyjskich w USA. W tym samym 1900 roku złożono zamówienie na krążownik „Mecidiye”, który w publikacjach bywa traktowany jako okręt bliźniaczy, lecz pomimo podobnych charakterystyk, sylwetki i uzbrojenia, był on nieco mniejszy (o prawie dziesięć metrów krótszy i ponad półtora metra węższy). Był też mniej udany – borykający się głównie z problemami ze statecznością. Trzecim okrętem zbudowanym dla Turcji według tych planów miał być zamówiony we włoskiej firmie Ansaldo w 1907 roku „Drama”, lecz został on ostatecznie zatrzymany i wcielony do służby w marynarce włoskiej jako „Libia”.

## Opis

### Architektura i konstrukcja

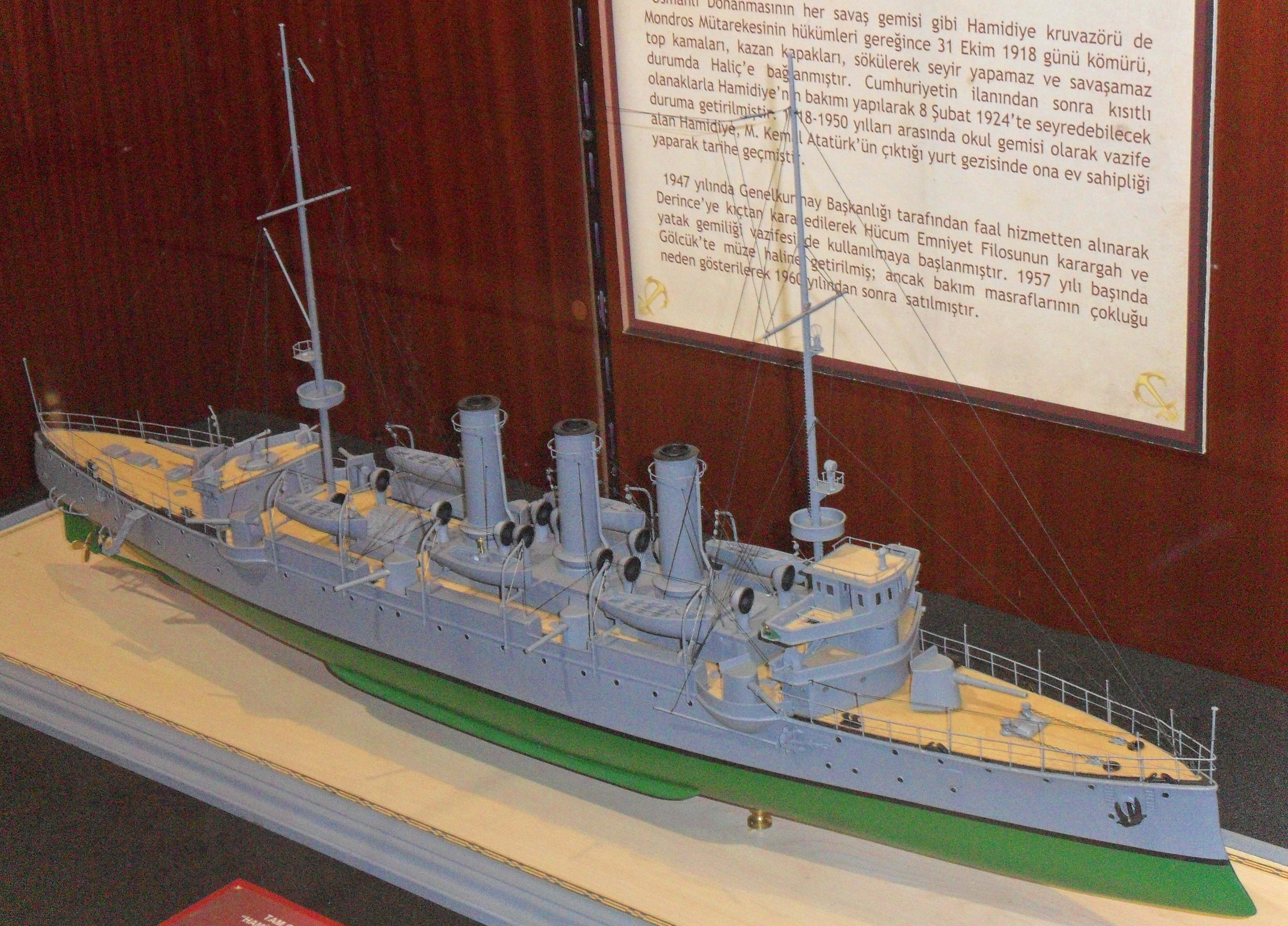
Model „Hamidiye”

Okręt przedstawiał typowy krążownik średniej wielkości przełomu wieków. Kadłub był gładkopokładowy, z dziobnicą taranową. Zastosowanie konstrukcji gładkopokładowej zamiast stosowanego często w krążownikach tego okresu obniżenia pokładu na śródokręciu wpłynęło na lepszą dzielność morską. Na pokładzie dziobowym i rufowym ustawione były pojedyncze działa głównego kalibru, a pozostała artyleria rozmieszczona była na burtach na śródokręciu, osłoniętym podwyższonym nadburciem. Stewa rufowa miała formę nachyloną do przodu, symetryczną do dziobnicy. Krótka nadbudówka dziobowa była stosunkowo rozbudowana, z szerokimi skrzydłami mostka i przeszkloną kabiną nawigacyjną na najwyższej kondygnacji. Sylwetkę uzupełniały dwa maszty palowe, w tym dziobowy tuż za nadbudówką, i trzy cienkie kominy w równomiernych małych odstępach na śródokręciu. Kadłub był stalowy, nitowany, podzielony grodziami poprzecznymi na 12 przedziałów wodoszczelnych, a na ok. 75 m długości rozciągało się dno podwójne. Szczegółowy opis konstrukcji okrętu nie jest jednak podawany w sposób pewny w publikacjach z uwagi na brak zachowanych planów, i częściowo jest rekonstruowany na podstawie rozwiązań „Mecidiye”. Najbardziej zauważalną różnicę w wyglądzie w stosunku do „Mecidiye” stanowiły mniejsze nawiewniki między kominami. Zdjęcia wskazują, że „Mecidiye” miał też mostek z czterema oknami z przodu, a „Hamidiye” – z trzema (z czterema dopiero od lat 20.).
Wyporność normalna wynosiła 3904 tony. Przy tym, według publikacji z epoki, zaokrąglona wyporność po zbudowaniu wynosiła 3800 ton. Długość całkowita wynosiła 112 m, a długość między pionami 103,6 m. Szerokość kadłuba wynosiła 14,5 m, a zanurzenie 4,8 m.
Załoga początkowo liczyła 302 osoby. W toku I wojny światowej w 1915 roku załoga liczyła 355 osób. W okresie międzywojennym na okręcie można było zaokrętować 88 kadetów.

### Uzbrojenie

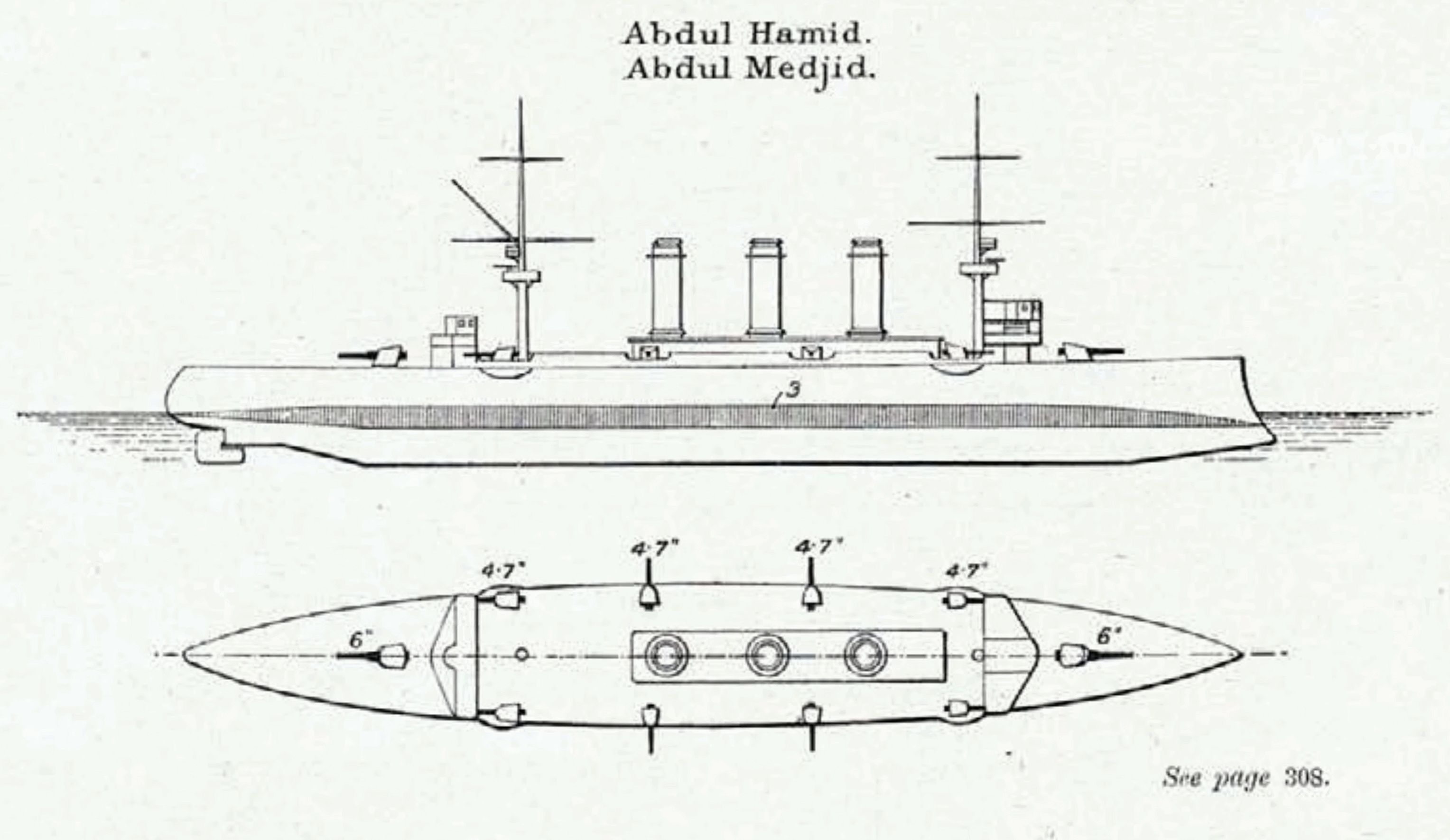
Schemat rozmieszczenia uzbrojenia i opancerzenia i uproszczona sylwetka krążowników „Hamidiye” i „Mecidiye”

Artyleria główna była mieszana, złożona z dwóch armat kalibru 152 mm ustawionych na pokładzie dziobowym i rufowym w osi podłużnej okrętu i ośmiu armat kalibru 120 mm ustawionych na pokładzie po obu burtach. Działa były brytyjskie, produkcji Armstronga, tzw. szybkostrzelne (QF – strzelające amunicją łuskową). Rdzeń uzbrojenia stanowiły dwie pojedyncze armaty kalibru 152 mm o długości lufy L/45 (45 kalibrów), prawdopodobnie wzoru BB. Uzupełniało je osiem pojedynczych armat kalibru 120 mm L/45 wzoru Y ustawionych po cztery na burtę. Pary armat najbliżej dziobu i rufy mogły strzelać w pewnym zakresie w kierunku dziobu albo rufy. Wszystkie działa były na podstawach z maskami ochronnymi. Działa kalibru 152 mm strzelały pociskami o masie 45,4 kg (100 funtów), a działa 120 mm pociskami o masie 20,4 kg (45 funtów). Zapas amunicji wynosił ogółem 200 pocisków 152 mm i 816 kalibru 120 mm. Salwę burtową tworzyły dwie armaty 152 mm i cztery 120 mm.
Prawdopodobnie w 1915 roku wymieniono brytyjskie działa kalibru 152 mm na niemieckie Kruppa kalibru 150 mm L/45, a zapas amunicji zwiększono do 220. Należy zaznaczyć, że rzeczywisty kaliber typowych niemieckich dział 15-centymetrowych wynosił 149,1 mm, a strzelały one pociskami o masie 45,3 kg. Maksymalna donośność nowych dział wynosiła 17 450 m. W tym samym czasie również wymieniono działa kalibru 120 mm na kalibru 75 mm L/45 Kruppa z zapasem 800 nabojów. Według niektórych informacji, opisywana zmiana artylerii nastąpiła jednak już po wojnie.
Uzbrojenie pomocnicze stanowiło 6 dział kalibru 47 mm L/50 i 6 działek kalibru 37 mm, z zapasem amunicji odpowiednio 1500 i 2000. Były one prawdopodobnie rozmieszczone analogicznie jak w „Mecidiye”: dwie armaty 47 mm na skrzydłach rufowego mostka, dwie armaty 37 mm na skrzydłach dziobowego mostka i po jednej armacie 37 mm na marsach masztów, a pozostałe na śródokręciu. W 1915 roku zredukowano ich liczbę do dwóch działek każdego z kalibrów.
Uzbrojenie uzupełniały dwie wyrzutnie torpedowe kalibru 457 mm, z zapasem sześciu torped. Były to nadwodne wyrzutnie ruchome, zamontowane w burtach pod nadbudówką dziobową i dysponujące pewnym kątem obrotu. W przypadku „Mecidiye”, stosowano torpedy Schwarzkopffa C45/91S o długości 5,1 m, masie 550 kg, w tym 98 kg materiału wybuchowego, o zasięgu 1200 m przy prędkości 27 węzłów. W latach 20. przystosowano okręt do stawiania 70 min (prawdopodobnie w toku remontu w latach 1923–1924).

### Opancerzenie
Opancerzenie stanowił typowy dla krążowników pancernopokładowych wewnętrzny pokład pancerny w formie skorupy, chroniący magazyny amunicji, maszyny i kotły, umieszczony nieco ponad linią wodną i schodzący pod nią na dziobie i rufie. Większość źródeł wskazuje grubość 38 mm (1½″) w płaskiej części środkowej i 102 mm (4″) na bocznych skosach. Ponadto działa kalibru 152 mm miały maski ochronne o grubości 15 mm. Na zdjęciach widoczna jest także opancerzona wieża dowodzenia u podstawy nadbudówki dziobowej – w przypadku „Mecidiye” grubość jej ścian wynosiła 114 mm, a dachu 51 mm.

### Napęd
Napęd stanowiły dwie pionowe czterocylindrowe maszyny parowe potrójnego rozprężania, wyprodukowane przez firmę Hawthorn, Leslie & Co, napędzające dwie trójłopatowe śruby. Maszynownia osiągała łączną moc indykowaną 12 000 KM. Parę dostarczało 16 kotłów wodnorurkowych typu Niclausse′a, umieszczonych w dwóch kotłowniach. Podczas prób okręt rozwinął prędkość 22,25 węzła z ciągiem wymuszonym w kotłowni i 21,1 węzła z ciągiem naturalnym. W 1914 roku był zdolny do rozwijania 16 węzłów, a według innych źródeł, 20,5 węzła. Zapas paliwa wynosił 600 ton węgla (według innych wersji, 732 lub 750 ton). Zasięg podawany jest na 5550 mil morskich przy prędkości 10 węzłów.

### Wyposażenie
Krążownik posiadał w maszynowni dwie prądnice o mocy po 100 kW. Wyposażony był też w odsalacz wody morskiej. Okręt miał dwie kotwice dziobowe (lewa o masie 3,5 t, prawa – 3 t).
Pierwotnie „Hamidiye” wyposażony był w cztery reflektory do walki nocnej, o średnicy 60 cm, umieszczone po jednym na masztach i na skrzydłach mostka. Podczas remontu w latach 1923–1924 usunięto pojedyncze reflektory z masztów, na maszcie dziobowym zainstalowano dwa reflektory z mostka, a po obu stronach przedniego komina dobudowano platformy z reflektorami o średnicy 90 cm. Prawdopodobnie po wejściu do służby okręt został wyposażony w dalmierze („Mecidiye” otrzymał dalmierz Barr & Stroud o bazie 76 cm na marsie masztu dziobowego, a w 1914 dalmierz o bazie 137 cm na mostku).

## Służba

### Początek służby i wojna turecko-włoska

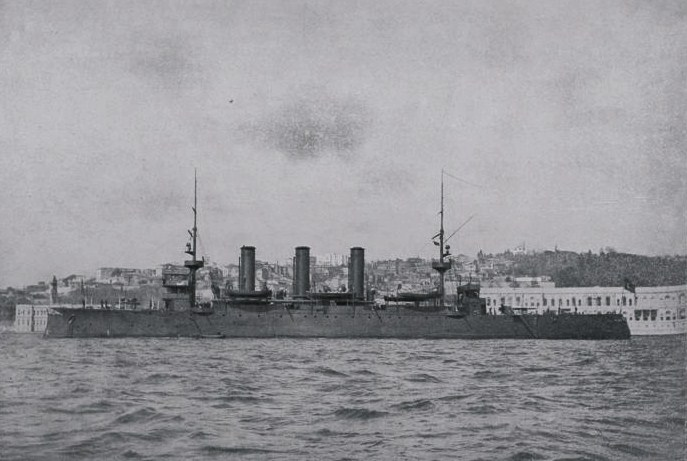
„Hamidiye” w 1909

Okręt wszedł do służby w marynarce osmańskiej 15 marca 1904 roku. W maju 1908 roku działał z krążownikiem torpedowym „Peyk-i Şevket” i innymi okrętami na wodach wyspy Samos, wspierając 17 maja desant wysadzony na odsiecz oddziałowi żandarmerii oblężonemu przez greckich rebeliantów. W maju 1909 roku „Hamidiye” wziął udział w pierwszych od ponad dwudziestu lat manewrach floty na Morzu Marmara, zorganizowanych dzięki pomocy oficerów brytyjskiej misji morskiej, wprowadzających reformy we flocie tureckiej. W 1910 roku krążownik wziął udział w manewrach brytyjskiej Floty Śródziemnomorskiej między Kretą a Karpatos. Następnie w tym samym roku „Hamidiye” wziął udział w tłumieniu powstania w Albanii. W lipcu 1911 roku krążownik złożył wizytę w Wielkiej Brytanii, reprezentując banderę osmańską na rewii morskiej z okazji koronacji Jerzego V. Podczas pobytu w Wielkiej Brytanii zainstalowano na okręcie radiostację firmy Marconi, jako na pierwszym okręcie tureckim. W drodze powrotnej w sierpniu okręt odwiedził Trypolis w ramach demonstracji obecności osmańskiej. Podczas wojny włosko-tureckiej od września 1911 roku okręt, podobnie jak główne siły floty osmańskiej, nie był używany do aktywnych działań wojennych, dozorując w Dardanelach w celu zapobieżenia ewentualnemu wtargnięciu floty włoskiej na wody tureckie. Dowódcą krążownika został wówczas Hüseyin Rauf Orbay.

### I wojna bałkańska – początkowe działania
Po wybuchu I wojny bałkańskiej, w październiku 1912 roku „Hamidiye” w składzie eskadry tureckiej wpłynął na Morze Czarne. 20 października 1912 roku pancerniki „Barbaros Hayreddin” i „Turgut Reis” ostrzelały mało skutecznie port w Warnie, a „Hamidiye” zdobył w tym rejonie bułgarski żaglowiec „Car Ferdinand”. Krążownik w kolejnych dniach uczestniczył w blokadzie i patrolowaniu wybrzeża bułgarskiego. 21 października rano ostrzelał amunicją ćwiczebną brzeg w rejonie Kawarny w celu rozpoznania sił bułgarskich, oraz wysłał emisariuszy na szalupie, co po dołączeniu krążownika „Mecidiye” i niszczyciela „Yadigar-i Millet” zostało mylnie zinterpretowane przez lokalny urząd pocztowy jako desant i spowodowało zamieszanie w sztabie bułgarskim. Po południu tego dnia „Hamidiye” i „Mecidiye” ostrzeliwały przez godzinę Warnę, próbując wykryć baterie nadbrzeżne, lecz nie odniosło to skutku wobec ich milczenia. Naprzeciw tureckim okrętom wyszły z portu dwa bułgarskie torpedowce, które jednak zawróciły pod ogniem krążowników i niszczyciela. W następującym potem sztormie, „Hamidiye” złamał maszt dziobowy. W kolejnych dniach, 24–29 października działał pod Burgas, Bałczikiem i Warną w związku z planami wysadzenia pozorowanego desantu dla odciągnięcia bułgarskich sił (z przerwą 25–26 października na uzupełnienie węgla w Stambule). „Hamidiye” dwukrotnie przekazał na brzeg tureckie ultimatum dotyczące wydania wszystkich zatrzymanych w portach statków tureckich, 24 października w Burgasie i 28 października w Bałcziku, ale pomimo jego niespełnienia, strona osmańska zrezygnowała z pozorowanego desantu i do ostrzału brzegów już nie doszło. Krążowniki patrolowały w międzyczasie wybrzeże i kontrolowały napotykane statki, po czym 30 października „Hamidiye” odszedł do Stambułu w celu uzupełnienia węgla. Według innych źródeł, „Hamidiye” 31 października ostrzelał jednak Burgas, a 1 listopada zniszczył latarnię morską na przylądku Emine.
W związku z bułgarską ofensywą lądową, 7 listopada okręt został wysłany na Morze Marmara, zwalczając w ciągu kolejnego tygodnia bułgarskie oddziały na jego północnym brzegu i wspierając wojska tureckie. Po powstrzymaniu bułgarskiego natarcia, „Hamidiye” ponownie przeszedł na Morze Czarne, dozorując pod Warną, z niszczycielem „Yarhisar” i torpedowcem „Berk Efşan”. Po północy 21 listopada okręty te zostały zaatakowane przez cztery bułgarskie torpedowce, z których „Dryzki” trafił „Hamidiye” torpedą w część dziobową, uszkadzając go. Torpeda uderzyła w prawą burtę, między dziobową komorą amunicyjną i przednią kotłownią, które uległy zalaniu, lecz na skutek sprawnej akcji przeciwawaryjnej okręt został uratowany, mimo że jego dziób zanurzył się pod wodę. Według niepotwierdzonych informacji zginęło ośmiu marynarzy, natomiast według tureckich źródeł, nie było ofiar. Przez pewien czas po storpedowaniu krążownik prowadził intensywny ogień do manewrujących torpedowców, uniemożliwiając dalsze ataki, wystrzeliwując 91 pocisków artylerii głównej i 70 kalibru 47 mm. W dzień uszkodzony krążownik dotarł o własnych siłach do Bosforu. Uszkodzenie „Hamidiye” stało się największym sukcesem w dziejach bułgarskiej marynarki, a torpedowiec „Dryzki” został później zachowany jako eksponat w Warnie.
Remont krążownika ukończono przed styczniem 1913 roku, kiedy dołączył on do głównych sił floty działających z Dardaneli na Morzu Egejskim przeciw Grecji. 4 stycznia „Hamidiye”, „Mecidiye” i krążownik torpedowy „Berk-i Satvet” stoczyły dwie potyczki z greckimi niszczycielami w okolicy wyspy Bozca, w związku z planowanym, lecz ostatecznie odwołanym desantem na tej wyspie. 10 stycznia krążowniki zostały wysłane w bezskuteczny pościg za niszczycielem „Doxa”. Ponownie krążowniki stoczyły nierozstrzygniętą potyczkę z greckimi niszczycielami podczas akcji głównych sił floty 11 stycznia.

### Rajd na Morze Śródziemne

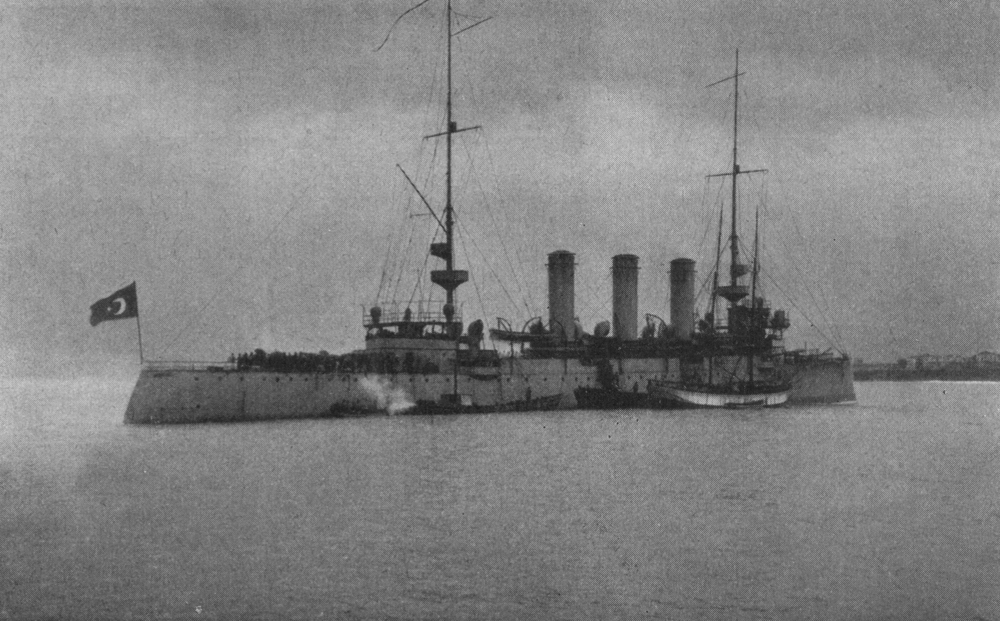
„Hamidiye” około 1913

W celu odciągnięcia od Dardaneli najgroźniejszego greckiego krążownika pancernego „Georgios Averof” i uzyskania większej swobody operacyjnej tureckiej floty przeciw wyspom Morza Egejskiego, dowódca „Hamidiye” Hüseyin Rauf Orbay zaproponował 13 stycznia 1913 roku użycie krążownika do działań rajderskich przeciwko żegludze greckiej. Krążownik dalej miał ostrzelać instalacje na wyspie Siros i powrócić do Izmiru, wspierając później planowany desant na Lesbos. Plan ten został zaaprobowany i 14 stycznia o godz. 18 „Hamidiye” wypłynął z Dardaneli, płynąc niewykryty na północ wzdłuż zachodniego brzegu półwyspu Galipoli, a następnie po okrążeniu Samotraki i Lemnos popłynął na południe. 15 stycznia dotarł pod port na Siros, gdzie ostrzelał fabrykę prochu i uszkodził elektrownię (według strony tureckiej, ostrzał tej ostatniej był przypadkowy) oraz zniszczył znajdujący się w porcie grecki krążownik pomocniczy „Makedonia”, wypalony przez pożar, lecz nie zatopiony. Akcja turecka nie spowodowała jednak odciągnięcia „Georgiosa Averofa”. Dowódca „Hamidiye” zdecydował następnie kontynuować działania na otwartych wodach, zamiast wracać do Izmiru. Nie napotkał greckich statków ani okrętów, po czym 18 stycznia zawinął do osmańskiego Bejrutu, skąd jednak zaraz wypłynął w pościg za zauważonym krążownikiem (pościg był bezskuteczny, a okrętem był w rzeczywistości niemiecki „Breslau”). Usiłując uzupełnić zapasy węgla, „Hamidiye” zawinął 19 stycznia do Port Saidu. Władze Egiptu, formalnie pozostającego częścią Imperium Osmańskiego, lecz faktycznie będącego brytyjskim protektoratem, ogłosiły jednak neutralność w wojnie i nie udzieliły wystarczającej pomocy. Wobec tego, krążownik przepłynął 20 stycznia przez Kanał Sueski do Suezu, w którym pozostał pięć dni celem naprawy turbin, uzupełniając ostatecznie węgiel 3 lutego w Dżuddzie na Morzu Czerwonym, skąd też nawiązał łączność z dowództwem. Powrócił następnie na Morze Śródziemne, zamierzając działać u wybrzeży Albanii i osiągając 14 lutego Maltę. Cały czas uwagę dowódcy zajmowało organizowanie uzupełniania węgla, którego na ogół nie udawało się pobrać pełnego zapasu, co ograniczało swobodę działań. Z Malty, znowu nie napotykając greckich statków ani okrętów, przepłynął w pobliżu greckich wybrzeży na wschodnie Morze Śródziemne, docierając 23 lutego do osmańskiej Hajfy. Tam udało się pobrać 350 ton węgla, dostarczonych przez Kolej Hidżaską.
27 lutego w Antalyi „Hamidiye” otrzymał rozkaz dostarczenia zaopatrzenia i 10 tysięcy lir w złocie tureckiej armii walczącej w Albanii, mimo greckiej blokady morskiej. Skompletowanie ładunku, podobnie jak zaopatrywanie w węgiel, było jednak problematyczne z powodu niewydolności administracji i systemu transportowego w azjatyckiej części Imperium Osmańskiego. 2 (lub 6) marca krążownik pobrał 50 ton amunicji z wysepki Avrat koło Trypolisu, lecz bez zapalników, które musiał pobrać 7 marca z İskenderun, po czym 8 marca ruszył w kierunku wybrzeży albańskich. 11 marca przeszedł Cieśninę Otranto, wchodząc na Morze Adriatyckie. Przechwycił następnie pusty grecki frachtowiec „Leros” i po zdjęciu załogi, zatopił go, taranując. Następnie wyładował część zaopatrzenia w umówionym miejscu u ujściu rzeki Seman na północ od Vlory, został jednak zauważony przez niszczyciel „Lonchi”, który zawiadomił główne siły, przebywające w rejonie Korfu. Mając świadomość możliwego wykrycia, dowódca „Hamidiye” zdecydował się zaatakować statki wyładowujące uzbrojenie, greckie siły i broń w Shëngjin, o czym dowiedział się od kapitana „Leros”. Po drodze, 12 marca, ostrzelał grecki obóz wojskowy pod Durrës. W Shëngjin krążownik zastał siedem greckich statków, z czego cztery nadal załadowane, a dwa wyładowujące się po pospiesznym osadzeniu na płyciźnie. Na skutek podjętego ostrzału zniszczone lub ciężko uszkodzone zostały statki „Harisonalis Sifneos” (bez ładunku), „Trifilya”, „Elpis”, „N. Verveniotis” i „Zeva”. Po tym, krążownik zdołał ponownie przedrzeć się przez Cieśninę Otranto na Morze Śródziemne, unikając przechwycenia przez zmierzający tam grecki zespół z pancernikiem „Psara”. Według niektórych źródeł, napotkał tam natomiast 15 marca cztery greckie kanonierki, uszkadzając jedną z nich – „Acheloos”. 16 marca krążownik dopłynął do Aleksandrii w Egipcie, gdzie częściowo tylko uzupełnił węgiel. Później ponownie zawinął do Hajfy, Bejrutu i Antalyi, uzupełniając zapasy.

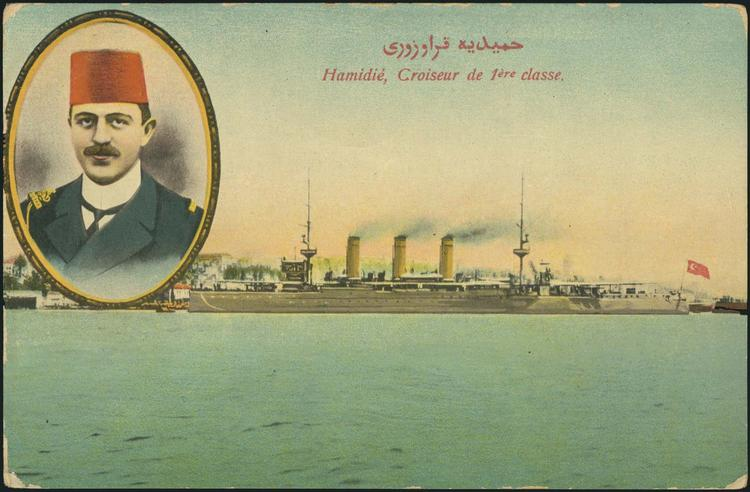
Pocztówka ukazująca krążownik i jego dowódcę Hüseyina Raufa

Na skutek odniesionego sukcesu, „Hamidiye” otrzymał ponownie rozkaz podjęcia działań na Adriatyku. 30 marca „Hamidiye” między Kretą z Cyprem zatrzymał żaglowiec „Ispandis” – prawdopodobnie osmański, lecz z grecką załogą, który potraktowano jako pryz i odholowano do brzegu koło Silifke, pozostawiając go pod ochroną ośmioosobowego oddziału z załogi krążownika z dwoma działkami kalibru 37 mm (Grecy pod koniec kwietnia podjęli próbę przejęcia żaglowca za pomocą krążownika pomocniczego „Mykali”, który został odpędzony ogniem z działek, ostatecznie żaglowiec został spalony). Stan techniczny kotłów i turbin okrętu po kilkumiesięcznym pływaniu wymagał jednak remontu, wobec czego dowódca zrezygnował z płynięcia w kierunku Krety – gdzie oczekiwała grecka flota, lecz zawinął do Gazy, a następnie Port Saidu i ponownie 9 kwietnia do Dżuddy, która formalnie była portem neutralnym, mimo wchodzenia w skład Imperium Osmańskiego. W tym czasie grecka eskadra z pancernikiem „Idra” oczekiwała przez półtora miesiąca na powrót krążownika pod Port Saidem. 14 kwietnia rozpoczęto remont krążownika na wyspie Kamaran, przekazując go pod komendę gubernatorowi Jemenu. Pozostawał on na tym obszarze przez kolejne dwa miesiące, a 19 czerwca przeszedł do Suezu, gdzie kontynuowano prowizoryczne naprawy, korzystając z przychylności kedywa Egiptu wobec podjęcia rozmów pokojowych. 21 sierpnia okręt otrzymał rozkaz powrotu do kraju, i zabierając po drodze z Gazy żołnierzy osmańskich, dotarł 26 sierpnia do Izmiru. Po dalszych naprawach, okręt dotarł 7 września do Stambułu, gdzie został uroczyście powitany, po czym 8 września skierowany do remontu stoczniowego. Rajd „Hamidiye”, mimo braku wpływu na tok wojny, stał się znanym wydarzeniem w świecie, dezorganizując greckie poczynania i transporty, a zarazem był jednym z nielicznych pomyślnych dla Turcji i wykorzystanych propagandowo wydarzeń wojny bałkańskiej. Po zakończeniu wojny bałkańskiej, dowództwo krążownika objął kmdr ppor. Vasıf Muhittin (do 1924 roku).

### I wojna światowa

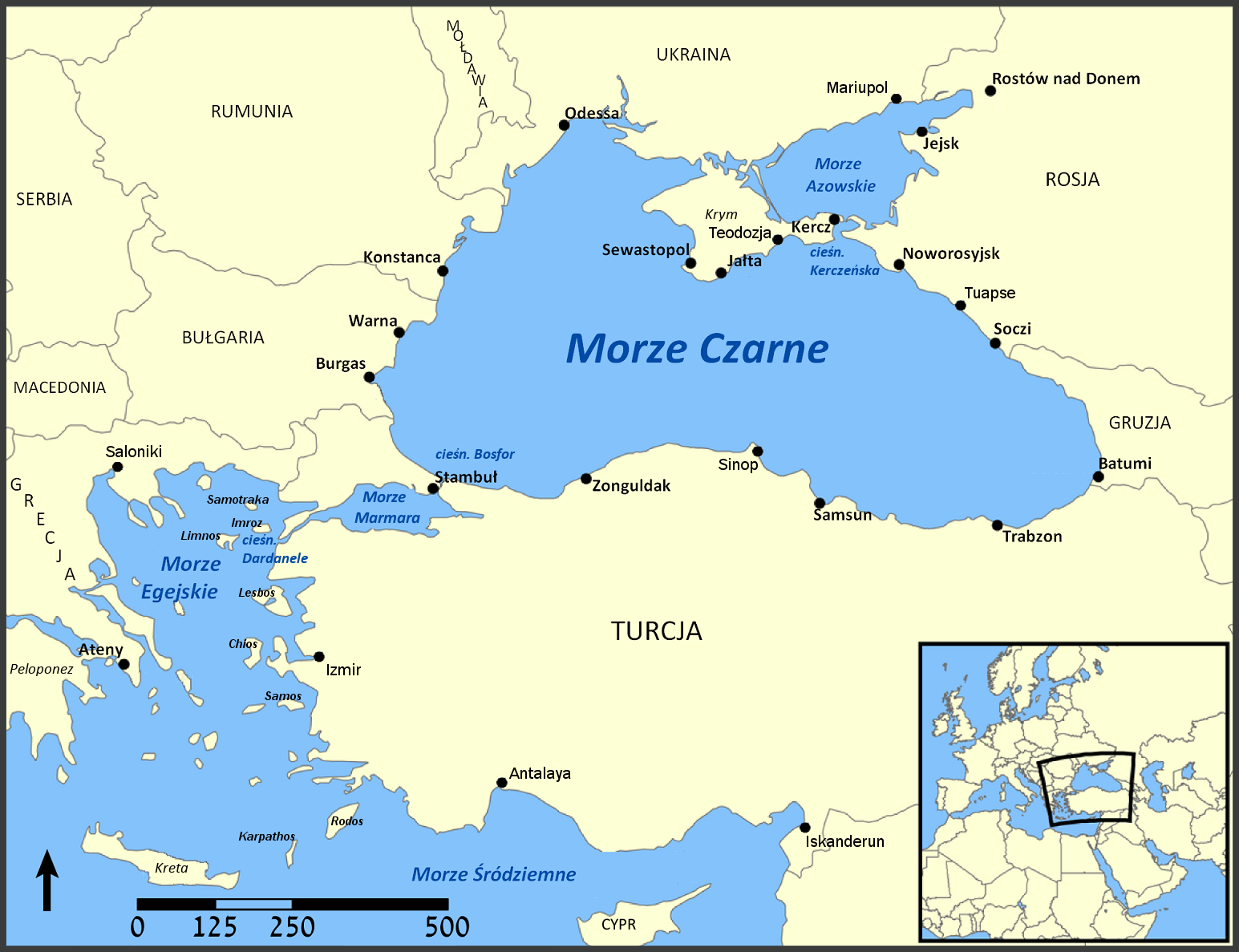
Mapa Morza Czarnego i wód Turcji

Po wybuchu I wojny światowej i powierzeniu dowództwa nad osmańską flotą niemieckiemu kontradmirałowi Souchonowi, który przedarł się do Turcji z dwoma okrętami, „Hamidiye” został wcielony do zespołu marynarki osmańskiej grupującego okręty o największej wartości bojowe, przewidzianego do działań na Morzu Czarnym. W jego skład wszedł także „Mecidiye”, niemiecki krążownik liniowy „Yavuz Sultan Selim” i niemiecki krążownik „Midilli”, oraz mniejsze jednostki. Dla sprawnego działania, tureckie okręty otrzymały niemieckich zastępców dowódców (na „Hamidiye” do października 1915 roku był nim kmdr por. Egon Freiherr von Kottwitz), sygnalistów i sterników. 27 października okręty zespołu wyruszyły w morze, po czym 29 października rano ostrzelały porty rosyjskie, rozpoczynając udział Imperium Osmańskiego w wojnie. „Hamidiye” ostrzelał o godzinie 9 instalacje portowe w Teodozji, wystrzeliwując 150 pocisków i nie napotykając na przeciwdziałanie – przy czym dwie godziny wcześniej poinformowano o ostrzale władze miasta w celu ewakuacji ludności. W drodze powrotnej przechwycił i zatopił rosyjski żaglowiec „Swiatoj Nikołaj” o pojemności 300 BRT i pusty parowiec „Szura” (1223 BRT), zabierając ich załogi. 5 i 9 listopada krążownik razem z „Mecidiye” osłaniał konwoje statków z wojskiem do Trabzonu (Trapezuntu) na front kaukaski. 20 listopada „Hamidiye” ostrzelał port w Tuapse, niszcząc radiostację i puste zbiorniki na ropę, po czym od 21 listopada do 3 grudnia ponownie osłaniał konwoje z wojskiem do Trapezuntu. W nocy 24/25 grudnia natomiast „Hamidiye” krótko ostrzelał port w Batumi. 2 stycznia 1915 roku „Hamidiye”, „Midilli” i krążownik torpedowy „Berk-i Satvet” wyszły z Bosforu w celu eskortowania statku „Yeşilirmak” do Zonguldaku i przechwycenia rosyjskiego zespołu, ale znalazły się na zagrodzie minowej, na której uszkodzony został „Berk-i Satvet”. W toku dalszych samotnych działań „Hamidiye” napotkał na zachód od Synopy na rosyjskie siły główne wracające z ostrzeliwania wybrzeża i wdał się w potyczkę z krążownikiem „Pamiat′ Mierkurija”, który trafił go jednym pociskiem kalibru 152 mm w rufę. Sam z kolei uszkodził jednym trafieniem niszczyciel „Dierzkij”. Kontynuując rejs, jeszcze 6 stycznia wieczorem został wraz z „Midilli” ostrzelany w ciemności przez główne siły rosyjskie koło Jałty, odnosząc niewielkie uszkodzenia (w starciu trafiono również rosyjski pancernik „Jewstafij”). Po powrocie do Stambułu, był remontowany do 21 stycznia, przy tym dokonano wzmocnienia pokładu pancernego, poprawy stateczności, powiększenia pojemności zasobni węglowych, zmiany położenia reflektorów i modyfikacji nadbudówek. Zmienił się wygląd krążownika, gdyż zdemontowano górny mostek (z trzema przednimi oknami) ze skrzydłami z dachu wieży dowodzenia. Podczas kolejnej akcji floty osmańskiej na Morzu Czarnym, 27 stycznia „Hamidiye” był w okolicy Synopy ścigany przez ponad sześć godzin przez dwa rosyjskie krążowniki („Pamiat’ Mierkurija” i „Kaguł”), które w końcu zaniechały pościgu.
Dowództwo floty osmańskiej zaplanowało następnie operację zaczepną połączoną z demonstracją siły, polegająca na zbombardowaniu przez krążowniki „Mecidiye” i „Hamidiye” w eskorcie czterech niszczycieli portu w Odessie. Podczas tej operacji, 3 kwietnia 1915 roku rano „Mecidiye” wszedł pod Odessą na minę i zatonął na płyciźnie, po czym operację przerwano. „Hamidiye” jeszcze 6–8 maja uczestniczył w rejsie krążowniczym z „Midilli” i „Yavuzem” u wybrzeży rosyjskich, bez spotkań z przeciwnikiem, po czym nastąpiła dłuższa przerwa w jego wykorzystaniu bojowym, spowodowana rozwijaną prędkością, która uważana była już za zbyt niską. Dopiero 4 sierpnia został użyty do eskortowania statków płynących do zagłębia węglowego w Zonguldaku, w związku z uszkodzeniem na minie krążownika „Midilli”. Według części źródeł, 10 sierpnia był nieskutecznie atakowany przez rosyjski okręt podwodny „Morż”. 5 września 1915 roku „Hamidiye” z dwoma starymi niszczycielami „Numûne-i Hamiyet” i „Muâvenet-i Milliye” został skierowany do eskorty trzech statków z węglem płynących z Zonguldaku do Stambułu („Eresos”, „Illiria”, „Seyhun”). Konwój został zaatakowany po drodze przez rosyjskie nowoczesne niszczyciele „Bystryj” i „Pronzitielnyj”, z którymi krążownik podjął walkę, lecz jego działa 152 mm uległy następnie awarii, ponadto zauważono rosyjski okręt podwodny „Nierpa”, wobec czego „Hamidiye” wyszedł z walki. W konsekwencji wszystkie trzy statki z ładunkiem 10 780 ton węgla uległy zniszczeniu, uciekając przed ostrzałem na brzeg, zanim przybył wezwany krążownik liniowy „Yavuz”.
Po tym wydarzeniu intensywność wykorzystywania „Hamidiye” jeszcze zmalała. Dowódca floty proponował wycofanie krążownika ze służby z uwagi na małą wartość bojową, lecz sprzeciwiło się temu Ministerstwo Floty. Przed końcem roku jego stare brytyjskie działa kalibru 152 mm wymieniono na niemieckie działa Kruppa kalibru 150 mm. Następnie zdemontowano armaty kalibru 120 mm dla użycia w fortyfikacjach lądowych i zamontowano działa kalibru 75 mm. W 1917 roku okręt nie był używany bojowo. Dopiero od marca 1918 roku, w zmienionej sytuacji militarnej w związku z wojną domową w Rosji, był używany do eskortowania statków i patrolowania rosyjskiego wybrzeża. 20 maja 1918 roku zatopił rosyjską barkę przewożącą działo, po czym został ostrzelany przez artylerię polową w Cieśninie Kerczeńskiej. Następnie działał na Morzu Azwoskim. 11 czerwca „Hamidiye” zatopił pięć statków rosyjskich w porcie w rejonie Jejska, po czym podążył na odsiecz atakowanemu niszczycielowi „Muâvenet-i Milliye”. 13 lipca przyholował z Sewastopola do Stambułu rosyjski krążownik „Prut” (dawny „Mecidiye”). Po tym, w tym samym miesiącu „Hamidiye” został przeklasyfikowany na okręt szkolny. Po podpisaniu rozejmu z państwami ententy, okręty osmańskie zostały do 3 listopada 1918 roku zgromadzone w Złotym Rogu, gdzie je rozbrojono i internowano. Na „Hamidiye” mimo to jako jedynym kontynuowano służbę szkoleniową i podnoszono banderę.

### Okres międzywojenny

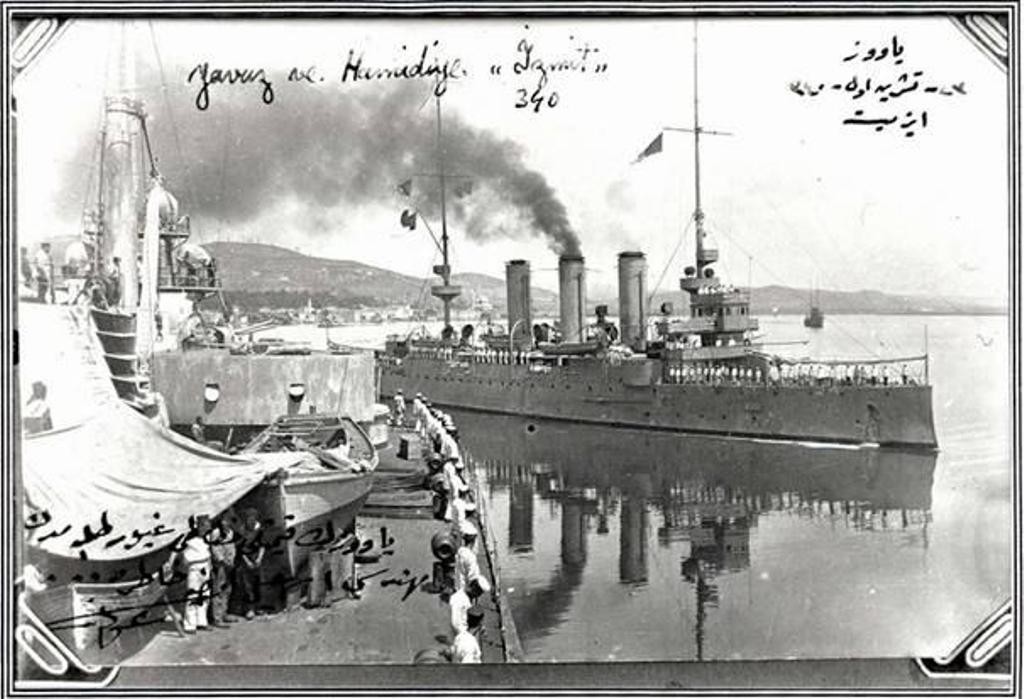
„Hamidiye” w 1924 roku

Po rozpadzie Imperium Osmańskiego i obaleniu sułtanatu w listopadzie 1922 roku, państwa ententy przekazały okręty nowo powstałej Turcji, która pod koniec listopada rozpoczęła ich remonty. W 1923 roku zawarto traktat pokojowy w Lozannie i proklamowano Republikę Turcji. Podczas remontu „Hamidiye” otrzymał między innymi mostek ze starego pancernika kazamatowego „Muin-i Zafer” (był większy i różnił się od poprzedniego czterema oknami z przodu). 8 lutego 1924 roku ukończono remont „Hamidiye”, który stał się pierwszym okrętem osmańskim kontynuującym służbę w tureckiej marynarce wojennej. W tym samym roku okręt odwiedził porty tureckie na wybrzeżu egejskim, po czym w czerwcu odbył rejs szkolny po Morzu Czarnym. We wrześniu 1924 roku pełnił funkcję okrętu reprezentacyjnego prezydenta Turcji Mustafy Kemala podczas jego wizyt w miastach nadmorskich. W listopadzie 1925 roku okręt przetransportował oddział wojska tłumiący antyrepublikański bunt w Rize. Pod koniec 1926 roku natomiast na jego pokładzie minister spraw zagranicznych Tevfik Rüştü Aras odbył wizytę państwową w Odessie w ZSRR. W kolejnych latach krążownik służył między innymi do celów reprezentacyjnych oraz ćwiczeń. 1 stycznia 1932 roku został przesunięty do floty rezerwowej, po czym służył głównie jako okręt szkolny.
W dniach 2–18 czerwca 1937 roku odbył rejs szkolny na Morzu Śródziemnym, odwiedzając m.in. Pireus w Grecji i Split w Jugosławii. Podczas rejsu szkolnego w czerwcu 1938 roku na wschodnim Morzu Śródziemnym odwiedził m.in. Famagustę na Cyprze, a następnie Zatokę İskenderun w spornej prowincji Hatay, demonstrując tam obecność turecką. Po wybuchu II wojny światowej, w której Turcja pozostała neutralna, okręt poddano niewielkiej modernizacji. Zdemontowano na nim maszt rufowy i wzmocniono uzbrojenie przeciwlotnicze. Krążownik otrzymał też podczas wojny kontrastowy kamuflaż geometryczny.
„Hamidiye”, razem z półbliźniaczym „Mecidiye”, wycofano ze służby rozkazem z 29 kwietnia 1947 roku. Służył po tym nadal jako hulk koszarowy i sztabowy w Derince. W 1957 roku został okrętem-muzeum w bazie Gölcük, ale już 27 maja 1960 roku, z uwagi na duże koszty utrzymania, został sprzedany na złom. Według innych źródeł, rolę muzeum pełnił w Kabataş w Stambule w latach 1949–1951, potem był odstawiony w Złotym Rogu, a ostatecznie sprzedany na złom 10 września 1964 roku. Złomowanie zakończono w Stambule w 1966 roku.